# Амачкасы
Амачкасы́ (чув. Амачкасси) — деревня в Цивильском районе Чувашской Республики. Входит в состав Первостепановского сельского поселения.

## География
Находится в северной части Чувашии на расстоянии приблизительно 16 км на юг-юго-восток по прямой от районного центра города Цивильск.

## История
Известна с 1795 года (как околоток села Первое Степаново), когда в ней было 14 дворов, 99 жителей. В 1866 году учтено было 16 дворов, 85 жителей, в 1897 − 100 жителей, в 1926 — 23 двора, 114 жителей, 1939 год — 186 жителей, 1979 год — 149 жителей. В 2002 году — 36 дворов, 2010 год — 27 домохозяйств. В период коллективизации образован колхоз «Новый путь», в 2010 году действовали ООО КФХ «Простор», ООО «АгроТоргСервис».

## Население
Постоянное население составляло 43 человека (чуваши 100 %) в 2002 году, 46 в 2010.